# Joodse begraafplaatsen (Winterswijk)

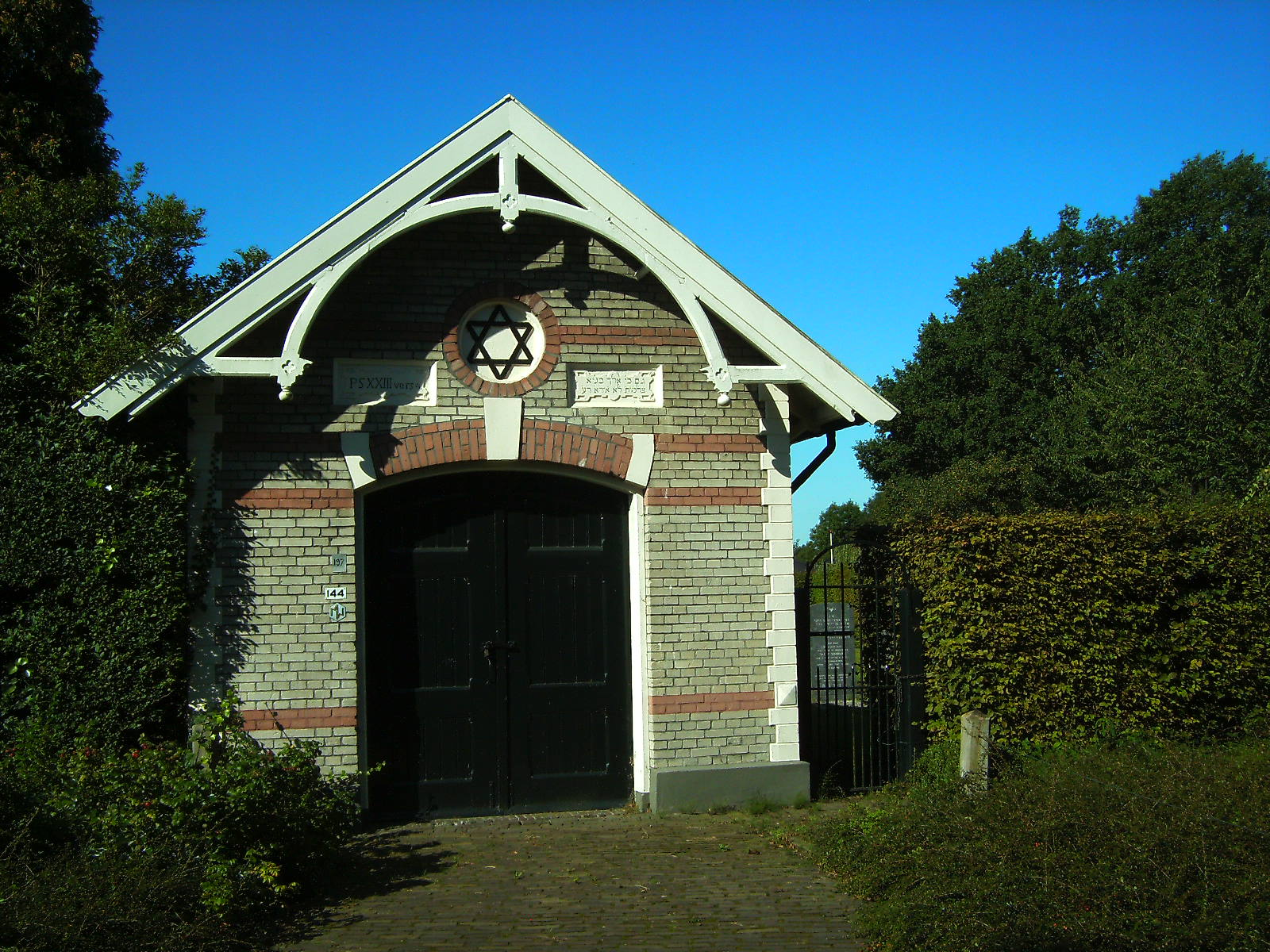
Metaheerhuis met draaihekje

Er zijn meerdere Joodse begraafplaatsen in de Nederlandse plaats Winterswijk. De oudste nog aanwezige ligt bij de synagoge aan de Spoorstraat. De huidige begraafplaats is gesitueerd aan de Misterweg nabij de watertoren van Winterswijk.

## Spoorstraat
Begin 17e eeuw was er reeds joods grondbezit aan de Koostegge ofwel de Koesteeg, tegenwoordig Spoorstraat geheten. In 1647 is er al sprake van een begraafplaats aldaar. Nog eerder moet er aan de Kottenseweg een joodse begraafplaats geweest zijn. Daar zijn nog in de 20e eeuw resten van joodse grafzerken gevonden. In 1880 werd de begraafplaats op last van de burgerlijke autoriteiten voor nieuwe begravingen gesloten omdat hij binnen de bebouwde kom was komen te liggen. Een nieuwe dodenakker werd aangelegd aan de Misterweg. Aan de Spoorstaat werd tezelfdertijd de nieuwe synagoge met woning voor de voorzanger gebouwd. Aan de Spoorstaat zijn nu nog acht 19e-eeuwse graftekens aanwezig, waarvan het oudste van 1817 dateert. Ze zijn omgeven door een in 1912 opgetrokken muur van gewapend beton, die uit een aantal twee meter lange segmenten bestaat. De pilasters ertussen worden elk bekroond met een piramidevormige betonnen kap met daaronder een uitsparing in de vorm van een zeskantige joodse ster. De betonnen muur aan de straat is, evenals het smeedijzeren sierhek, in 2008 geheel gerestaureerd. Op het hek bevinden zich naast zandlopers en een sterre Davids, twee zwanen, symbool van eeuwige trouw.

## Misterweg
De fraai aangelegde en goed onderhouden begraafplaats aan de Misterweg die sinds eind 19e eeuw in gebruik is wordt omgeven door een hoge beukenhaag. Het metaheerhuis werd in 1883 gebouwd door timmerman Hendrik Jan te Diepe. Ernaast vormt een ijzeren draaihekje de toegang tot de tachtig graven. Centraal staat het kort na de Tweede Wereldoorlog geplaatste monument voor de gedurende de tijd van vervolging en deportatie omgekomen Winterswijkse joden.

## Venemansmolen
Een derde begraafplaatsje bevindt zich in de buurt van de Venemansmolen. Het is gebruikt gedurende een periode aan het eind van de 19e eeuw toen er een scheuring bestond in de Israëlitische Gemeente van Winterswijk.
De begraafplaatsen aan de Spoorstraat en aan de Misterweg zijn opgenomen in het register van Winterswijkse rijksmonumenten.

## Locaties
De locatie van de begraafplaatsen zijn aan de:
- Spoorstraat: 51° 58′ 7″ NB, 6° 43′ 2″ OL
- Misterweg: 51° 58′ 2″ NB, 6° 42′ 8″ OL
- Venemansweg: 51° 57′ 49″ NB, 6° 42′ 10″ OL